# Johann Baptist von Verger
Johann Baptist von Verger (* 26. November 1762 in Delsberg; † 10. März 1851 in München), von Pruntrut war ein bayerischer Militär und Diplomat.

## Leben
Johann Baptist von Verger war der Sohn des Fürstbischöflichen Statthalters in Delsberg. Er heiratete Maria Anna v. Noel-Angenstein aus Pruntrut (1787–1866) und adoptierte Ferdinand von Verger. 
1780 trat er als Kadett in die französischen Streitkräfte ein, wo er die erste Phase der Französischen Revolution erlebte. Von 1792 bis 1799 war er im Militärdienst des Herzogs von Pfalz-Zweibrücken, Maximilian I. Joseph. 1793 schlug er Sigismund von Roggenbach die Bildung eines fürstbischöflichen Korps zur „Befreiung“ des Fürstbistums Basel vor.
Ab 11. Juni 1799 übernahm ihn Maximilian I. Joseph in die Bayerische Armee, nachdem er von Karl Theodor das Kurfürstentum Bayern geerbt hatte. Vom 30. August 1803 bis Juni 1807 war von Verger churbayrischer Ministerresident in der Schweiz. Im März 1807 beschwerte er sich in dieser Eigenschaft beim Landsmann, dass aus Churbayern ausgewiesene Redemptoristen in der Churer Luziuskirche Asyl gewährt werde und sie dort wie überall Zwietracht säten. 1806 wurde er Oberst im Generalstab des königlich bayrischen Heeres.
Vom 1. Juli 1807 bis 1. Dezember 1812 war von Verger außerordentlicher Gesandter und Ministre plénipotentiaire in Stuttgart.
Ab 1. Dezember 1812 war er der erste General des Gendarmerie-Korps-Kommando, das mit einem Edikt vom 11. Oktober 1812 geschaffen worden war.
Mit dem Vertrag von Ried am 8. Oktober 1813 trat Maximilian I. Joseph von Bayern in das Lager der Gegner Napoleon Bonapartes über.
Am 24. Oktober 1813, zu Beginn der Befreiungskriege, wurde Johann Baptist von Verger beauftragt, die Interessen von Maximilian I. Joseph bei seinen neuen Verbündeten in Rötha zu vertreten. Entsprechend seiner Instruktionen sollte er sich für die Rückführung der bayerischen Soldaten einsetzen, die im Verlauf des Russlandfeldzuges 1812 sowie während des Rückzuges in Thorn und Danzig in Kriegsgefangenschaft geraten waren. Nach Verhandlungen mit dem Vertreter von Alexander I. beim alliierten Hauptquartier meldete Verger am 18. November 1813 die Absicht Alexanders I., unverzüglich alle bayrischen Kriegsgefangenen zu repatriieren. Die Kriegsgefangenen sollten nach Warschau transportiert werden, wo sie ein bayerischer Kommissär in Empfang nehmen und in die Heimat weiterleiten sollte. Im November 1813 gab der Zar das Ukas, dass alle in den Ortschaften verstreuten Bayern in den jeweiligen Gouvernementsstädten zu sammeln, mit Winterkleidung und Pässen auszustatten seien.
Von Verger wurde als Generalleutnant quiesziert.
1823 wurde er vom Verwaltungskreis Berner Jura in den Grossen Rat gewählt.